# The Game (singolo)
The Game è un singolo della cantautrice italiana Neja, pubblicato nel 1999 come quarto estratto dal primo album in studio The Game. 

## Successo commerciale
Fu il brano grazie al quale Neja vinse Un disco per l'estate e con cui partecipò a tutte le tappe del Festivalbar diventando un tormentone estivo e spopolando nelle radio.

## Classifiche
| Classifica (1999) | Posizione massima |
| ----------------- | ----------------- |
| Italia            | 7                 |